# Digital Extremes
Digital Extremes — частная компания, которая специализируется на разработке компьютерных игр. Компания имеет два производственных офиса, находящихся в провинции Онтарио в Канаде: первый (и основной) — в городе Лондон; и второй (ранее известный как дочернее подразделение Brainbox Games) — в городе Торонто. Наиболее известные разработки — игры серии Unreal и Unreal Tournament, Pariah, Dark Sector, Warframe

## История компании
Компания основана в 1993 году Джеймсом Шмальцом (англ. James Schmalz). Первой разработкой стала компьютерная игра Epic Pinball в жанре пинбола, разработанная для компании Epic MegaGames (сейчас Epic Games). Затем, в 1993 году была выпущена Silverball, первая совместная разработка с Epic MegaGames, также выполненная в жанре пинбола.
В 1995 году была выпущена Extreme Pinball, вышедшая как для персонального компьютера под управлением DOS, так и для игровой приставки PlayStation (позднее была переиздана для PlayStation 3).
В 1998 году состоялся релиз игры Unreal, созданной совместно с Epic Games. Данная игра, выполненная в жанре трёхмерного шутера от первого лица, и построенная на одном из самых мощных игровых движков того времени, Unreal Engine, была высоко оценена игроками и различными специализированным изданиями.
Спустя год, в 1999 году, был выпущен шутер Unreal Tournament, ориентированный более на сетевую игру, нежели на одиночное прохождение. Данная игра также получила преимущественно высокие оценки прессы.
2001 год ознаменовался выходом игры Adventure Pinball: Forgotten Island, выполненной в жанре пинбола, как первые игры студии, но базируясь уже на игровом движке Unreal Engine, задействованном прежде в Unreal и Unreal Tournament. Изданием занималась компания Electronic Arts, а целевыми платформами выбраны персональный компьютер и консоли Xbox и PlayStation 2.
В 2002 году состоялся выход игры Unreal Championship, сетевого шутера, созданного специально для игровой консоли Xbox. Разработка велась совместно с Epic Games.
Кроме того, в 2002 и 2004 годах соответственно, были выпущены многопользовательские шутеры Unreal Tournament 2003 и Unreal Tournament 2004. Данные игры стали последними проектами студии, созданными совместно с Epic Games, позднее компания Digital Extremes работала полностью самостоятельно.
Также в 2003 году в Торонто была основана Brainbox Games, команда внутри Digital Extremes выпустившая несколько низкобюджетных игр, в числе которых Desert Thunder и Land of the Dead: Road to Fiddler's Green. Позднее она превращена во второй производственный офис, часто именующийся Digital Extremes Toronto (в то же время первый офис именуют как Digital Extremes London).
В 2005 году вышел трёхмерный шутер Pariah, выполненный в научно-фантастической стилистике и базирующийся на движке Unreal Engine 2.5. Спустя год состоялся релиз сетевого шутера WarPath.
В 2008 году была выпущена игра Dark Sector, построенная на собственном движке и находившаяся в разработке несколько лет. Кроме того, в том же году студия отвечала за портирование игры BioShock на консоль PlayStation 3, а в 2010—2011 годах работала над многопользовательской частью игры BioShock 2 и портированием шутера Homefront на ПК.
В 2012 году была выпущена игра The Darkness 2. Первая часть была создана шведской студией Starbreeze Studios. В этом же году компания анонсировала многопользовательский шутер Warframe, выпущенный в 2013 году.
Digital Extremes сотрудничает с организацией TechAlliance, принимая учащихся средней школы, чтобы дать им возможность в рамках профориентации пообщаться с сотрудниками компании.
Для игры Dark Sector был разработан собственный игровой движок Evolution Engine, который доступен для покупки другим студиям. Впоследствии, подвергаясь улучшениям и доработкам, он был применен и в других играх компании.

## Разработанные игры
- 1993 — Epic Pinball[3]
- 1993 — Silverball (совместно с Epic Games)[4]
- 1995 — Extreme Pinball (совместно с Epic Games)[5]
- 1998 — Unreal (совместно с Epic Games)[6]
- 1999 — Unreal Tournament (совместно с Epic Games)[7]
- 2001 — Adventure Pinball: Forgotten Island[8]
- 2002 — Unreal Championship (совместно с Epic Games)[9]
- 2002 — Unreal Tournament 2003 (совместно с Epic Games)[10]
- 2004 — Unreal Tournament 2004 (совместно с Epic Games)[11]
- 2005 — Pariah[14]
- 2006 — WarPath[16]
- 2008 — Dark Sector[17][28]
- 2008 — BioShock (только портирование на PlayStation 3)[19]
- 2010 — BioShock 2 (многопользовательская часть)[20]
- 2011 — Homefront (только портирование на ПК)[21]
- 2012 — The Darkness 2[22][23]
- 2013 — Warframe
- 2013 — Star Trek
- 2015 — D&D: Sword Coast Legends (совместно с n-Space)
- 2017 — The Amazing Eternals
- В разработке — Soulframe

### Разработанные Brainbox Games
- 2003 — Desert Thunder[12]
- 2004 — Marine Heavy Gunner: Vietnam[29]
- 2005 — Land of the Dead: Road to Fiddler's Green[13]
- 2009 — Day of the Zombie[30][31]

### Изданные
- 2018 — Survived By

## Игровые движки
Компанией также разработан игровой движок Evolution Engine (использовался в Dark Sector, The Darkness 2, Warframe, Star Trek; см. раздел о движке в статье о Dark Sector).